# Josep Martí i Brillas
Josep Martí i Brillas († 5 de febrer de 1967) va ser alcalde d'Esplugues de Llobregat en dues èpoques diferents. La primera, entre el juliol de 1926 i l'abril de 1927, i la segona, entre l'octubre de 1945 i l'abril de 1946. En tots dos casos va haver d'abandonar l'alcaldia per motius de salut.

## Trajectòria política
En la primera etapa va succeir Fèlix Brillas durant el règim de Primo de Rivera. Durant aquest mandat es va crear una escola de pàrvuls i es van fer algunes obres, com l'eixamplament de la carretera de Cornellà a Fogàs. A causa d'una malaltia va dimitir i va traspassar el càrrec a Pere Astals i Vila, fins aleshores primer tinent d'alcalde.
La segona etapa va ser encara més breu: va prendre possessió el 20 d'octubre de 1945, en un any de molts canvis al capdavant de l'alcaldia; el 30 de novembre del mateix any se'n va apartar, també per malaltia, i va ser d'alcalde accidental Josep Maria de Pouplana i Carot fins al 17 d'abril següent, data en què Gaietà Faura i Rodon en va prendre el relleu. Durant el 1945 Alemanya va ser derrotada en la Segona Guerra Mundial i el règim de Franco es va haver d'adaptar a la nova situació internacional.